# Effusimentum triangulum
Effusimentum triangulum är en tvåvingeart som beskrevs av Barraclough 1992. Effusimentum triangulum ingår i släktet Effusimentum och familjen parasitflugor. Inga underarter finns listade i Catalogue of Life.